# Neuville-en-Condroz
Neuville-en-Condroz is een plaats en deelgemeente van de Belgische gemeente Neupré. Neuville-en-Condroz ligt in de provincie Luik en was tot 1 januari 1977 een zelfstandige gemeente. De plaats lag aan de buurtspoorlijn 456 tussen Val-Saint-Lambert en Clavier.

## Bezienswaardigheden
- De Onze-Lieve-Vrouwekerk (Église Notre-Dame) heeft een voorgevel en schip van de 13e en 14e eeuw en een 16e-eeuws koor. Tijdens de 18e eeuw werd de kerk verbouwd. Midden 19e eeuw werd een neoclassicistische kapel aangebouwd voor de familie De Lannoy-Clervaux.
- De Maagd der Armenkerk (Église de la Vierge des Pauvres) is een kerkgebouw van 1964 in de stijl van het naoorlogs modernisme.
- Het Kasteel van Neuville (Château de la Neuville) was de zetel van de heerlijkheid. Het kasteel heeft een U-vormige plattegrond. De gebouwen stammen voornamelelijk uit de 18e eeuw maar er zijn ook drie 15e-eeuwse hoektorens. De naastgelegen kasteelboerderij is van 1758.
- De Watermolen bevindt zich op de Ruisseau de la Neuville heeft een 17e-eeuwse kern.
- De Amerikaanse militaire begraafplaats (Cimetière et mémorial américain des Ardennes)

## Natuur en landschap
Neuville-en-Condroz ligt op een hoogvlakte. Ten oosten ligt het uitgestrekte Bois de la Neuville. De hoogte aan de kerk bedraagt 229 meter.

## Demografische ontwikkeling
- Bronnen:NIS, Opm:1831 tot en met 1970=volkstellingen, 1976= inwoneraantal op 31 december

## Nabijgelegen kernen
Ehein, Rotheux-Rimière, Ivoz, Ramioul